# John Martin (kierowca wyścigowy)
John Martin (ur. 8 lipca 1984 w Gosford) – australijski kierowca wyścigowy.

## Kariera

### Formuła Ford
Martin karierę rozpoczął w wyścigach samochodowych w 2005 roku, od startów w Hiszpańskiej Formule Ford. W pierwszym sezonie startów najlepiej spisywał się w edycjach w Victorii i Nowej Południowej Walii, gdzie zdobywał odpowiednio tytuł mistrza i wicemistrza serii. Rok później klasyfikowany był jedynie w Australijskiej Formule Ford, lecz i tu zdobywał mistrzostwo serii.

### Formuła 3
W Międzynarodowej Serii Brytyjskiej Formuły 3 John zadebiutował w 2007 roku. Zdobył tam 16 punktów, co mu dało 15 lokatę w klasyfikacji generalnej. Rok później w tej samej serii był trzynasty. W latach 2007–2008 startował także w wyścigach Masters of Formula 3 – odpowiednio 28 i 23 miejsce.

### A1 Grand Prix
W A1 Grand Prix Martin startował w latach 2007–2009 reprezentując australijskie barwy. Osiągnięcia jego zespołu to odpowiednio 20 i 36 punktów, co dało odpowiednio 17 i 8 lokatę w klasyfikacji końcowej.

### Formuła Renault 3.5
W 2009 roku Australijczyk rozpoczął starty w prestiżowej Formule Renault 3.5. Pojawił się jednak w zaledwie 7 wyścigach w barwach Comtec Racing. Uzbierane 8 punktów pozwoliło mu uplasować się na 22 pozycji w klasyfikacji generalnej.

### Superleague Formula
W Superleague Formula John pojawiał się w latach 2010–2011. Choć w pierwszym sezonie startów aż sześciokrotnie zwyciężał oraz dziesięciokrotnie stawał na podium, uplasował się z zespołem na zaledwie 9 pozycji. Rok później zwyciężał tylko raz, a trzykrotnie pojawił się na podium. Jednak tym razem pozwoliło to jego zespołowi zdobyć tytuł mistrzowski.

## Statystyki
| Sezon   | Seria                                                    | Zespół                                | Wyścigi | Zwycięstwa | PP | NO | Punkty | Pozycja |
| ------- | -------------------------------------------------------- | ------------------------------------- | ------- | ---------- | -- | -- | ------ | ------- |
| 2005    | Australijska Formuła Ford                                | GK Martin P/L                         | 6       | 2          | 1  |    | 71     | 10      |
| 2005    | Formuła Ford Nowa Południowa Walia                       | Borland Racing Developments           | 18      | 11         |    |    | 418    | 2       |
| 2005    | Formuła Ford Victoria                                    | Borland Racing Developments           | 15      | 6          | 5  |    | 425    | 1       |
| 2006    | Australijska Formuła Ford                                | CAMS Rising Star                      | 23      | 8          |    |    | 300    | 1       |
| 2006    | Brytyjska Formuła Ford                                   | Alan Docking Racing                   | 8       | 1          | 2  |    |        |         |
| 2006    | Festiwal Formuły Ford – Duratec – Pre finals             |                                       | 1       | 0          | 0  | 0  | N/A    | NS      |
| 2007    | Międzynarodowa seria Brytyjskiej Formuły 3               | Alan Docking Racing                   | 22      | 0          | 0  | 0  | 16     | 15      |
| 2007    | Masters of Formula 3                                     | Alan Docking Racing                   | 1       | 0          | 0  | 0  | N/A    | 28      |
| 2007-08 | A1 Grand Prix                                            | A1 Team Australia                     | 12      | 0          | 0  | 0  | 18     | 17      |
| 2008    | Międzynarodowa seria Brytyjskiej Formuły 3               | Räikkönen Robertson Racing            | 22      | 0          | 0  | 1  | 45     | 13      |
| 2008    | Masters of Formula 3                                     | Räikkönen Robertson Racing            | 1       | 0          | 0  | 0  | N/A    | 23      |
| 2008    | Nikon Indy 300 F3 Challenge                              | Piccolo Scuderia                      | 3       | 2          | 1  | 3  | 59     | 1       |
| 2008–09 | A1 Grand Prix                                            | A1 Team Australia                     | 14      | 0          | 0  | 0  | 36     | 8       |
| 2009    | Formuła Renault 3.5                                      | Comtec Racing                         | 7       | 0          | 0  | 0  | 8      | 22      |
| 2009    | Superleague Formula                                      | Glasgow Rangers – Alan Docking Racing | 13      | 1          | 0  | 0  | 241    | 10      |
| 2009    | Australian Mini Challenge                                | BMW Group Australia                   | 2       | 0          | 0  | 0  | 48     | 33      |
| 2010    | Superleague Formula                                      | Beijing Guo’an                        | 26      | 6          | 2  | 0  | 453    | 9t      |
| 2010    | Superleague Formula                                      | Atlético Madrid                       | 3       | 0          | 0  | 0  | 265    | 17      |
| 2011    | Superleague Formula                                      | Team Australia                        | 6       | 2          | 0  | 2  | 158    | 1       |
| 2012    | FIA World Endurance Championship                         | ADR-Delta                             | 8       | 0          | 0  | 0  | 26     | 17      |
| 2012    | FIA World Endurance Championship – LMP2                  | ADR-Delta                             | 7       | 2          | 2  | 1  | 0      | NS†     |
| 2012    | 24h Le Mans – LMP2                                       | ADR-Delta                             | 1       | 0          | 1  | 0  | N/A    | 6       |
| 2013    | FIA World Endurance Championship                         | G-Drive Racing                        |         |            |    |    | 53     | 7       |
| 2013    | FIA World Endurance Championship Trophy for LMP2 Drivers | G-Drive Racing                        | 8       | 4          | 3  | 0  | 132    | 3       |
| 2013    | 24h Le Mans – LMP2                                       | G-Drive Racing                        | 1       | 0          | 0  | 0  | N/A    | NS      |
| 2014    | United Sports Car Championship – Prototype               | Action Express Racing                 | 1       | 0          | 0  | 0  | 31     | 43      |
| 2014    | United Sports Car Championship – PC                      | Starworks Motorsport                  | 5       | 0          | 0  | 0  | 57     | 25      |

† – Martin nie był zaliczany do klasyfikacji

## Wyniki w Formule Renault 3.5
| Legenda oznaczeń w tabelach wyników Wyświetl szablon na nowej stronie | Legenda oznaczeń w tabelach wyników Wyświetl szablon na nowej stronie                                                                     |
| Oznaczenie                                                            | Wyjaśnienie |
| --------------------------------------------------------------------- | --- |
| Złoty                                                                 | Zwycięzca lub mistrzostwo |
| Srebrny                                                               | 2. miejsce lub wicemistrzostwo |
| Brązowy                                                               | 3. miejsce lub II wicemistrzostwo |
| Zielony                                                               | Ukończył, punktował (w klasyfikacji generalnej, gdy zdobył co najmniej jeden punkt na przestrzeni sezonu, poza trzema powyższymi opcjami) |
| Niebieski                                                             | Ukończył, nie punktował (w klasyfikacji generalnej, gdy nie zdobył co najmniej jednego punktu na przestrzeni sezonu)                      |
| Czerwony                                                              | Nie zakwalifikował się (NZ) |
| Czerwony                                                              | Nie prekwalifikował się (NPK) |
| Różowy                                                                | Nie ukończył (NU) |
| Różowy                                                                | Niesklasyfikowany (NS) (w klasyfikacji generalnej, gdy nie został sklasyfikowany w żadnym wyścigu sezonu)                                 |
| Czarny                                                                | Zdyskwalifikowany (DK) |
| Czarny                                                                | Wykluczony (WYK/EX) |
| Biały                                                                 | Nie wystartował (NW) |
| Biały                                                                 | Kontuzjowany (K/INJ) |
| Biały                                                                 | Wyścig odwołany (OD/C) |
| Bez koloru                                                            | Został wycofany (WYC/WD) |
| Bez koloru                                                            | Nie przybył (NP/DNA) |
| Bez koloru                                                            | Nie brał udziału w treningach (NT/DNP) |
| Bez koloru                                                            | Nie został zgłoszony (–) |
| Pogrubienie                                                           | Start z pole position |
| Kursywa                                                               | Najszybsze okrążenie wyścigu |
| †                                                                     | Nie ukończył, ale jego rezultat został zaliczony ze względu na przejechanie więcej niż 90% dystansu wyścigu.                              |
| *                                                                     | Sezon w trakcie |
| 1/2/3                                                                 | Punktowana pozycja w sprincie kwalifikacyjnym                                                                                             |
| Lista systemów punktacji Formuły 1                                    | |

| Rok  | Zespół        | Wyniki w poszczególnych eliminacjach | Wyniki w poszczególnych eliminacjach | Wyniki w poszczególnych eliminacjach | Wyniki w poszczególnych eliminacjach | Wyniki w poszczególnych eliminacjach | Wyniki w poszczególnych eliminacjach | Wyniki w poszczególnych eliminacjach | Wyniki w poszczególnych eliminacjach | Wyniki w poszczególnych eliminacjach | Wyniki w poszczególnych eliminacjach | Wyniki w poszczególnych eliminacjach | Wyniki w poszczególnych eliminacjach | Wyniki w poszczególnych eliminacjach | Wyniki w poszczególnych eliminacjach | Wyniki w poszczególnych eliminacjach | Wyniki w poszczególnych eliminacjach | Wyniki w poszczególnych eliminacjach | Punkty | Pozycja |
| ---- | ------------- | ------------------------------------ | ------------------------------------ | ------------------------------------ | ------------------------------------ | ------------------------------------ | ------------------------------------ | ------------------------------------ | ------------------------------------ | ------------------------------------ | ------------------------------------ | ------------------------------------ | ------------------------------------ | ------------------------------------ | ------------------------------------ | ------------------------------------ | ------------------------------------ | ------------------------------------ | ------ | ------- |
| 2009 | Comtec Racing | CAT                                  | CAT                                  | BEL                                  | BEL                                  | MON                                  | HUN                                  | HUN                                  | GBR                                  | GBR                                  | FRA                                  | FRA                                  | PRT                                  | PRT                                  | DEU                                  | DEU                                  | ARA                                  | ARA                                  | 8      | 22      |
| 2009 | Comtec Racing | –                                    | –                                    | –                                    | –                                    | 12                                   | 20                                   | 13                                   | 21                                   | 20                                   | –                                    | –                                    | –                                    | –                                    | 7                                    | 8                                    | –                                    | –                                    | 8      | 22      |